# Pentanopsis gracilicaulis
Pentanopsis gracilicaulis är en måreväxtart som först beskrevs av Bernard Verdcourt, och fick sitt nu gällande namn av Mats Thulin och Birgitta Bremer. Pentanopsis gracilicaulis ingår i släktet Pentanopsis och familjen måreväxter.
Artens utbredningsområde är Somalia. Inga underarter finns listade i Catalogue of Life.